# Chambre du théâtre du Reich
La Chambre du théâtre du Reich (Reichstheaterkammer) est l'une des sept chambres individuelles de la Chambre de la culture du Reich, institution nazie.

## Histoire
La Chambre du théâtre du Reich est fondée le 1er août 1933.

## Organisation
Le département du théâtre du ministère de l'Éducation du peuple et de la Propagande du Reich est placé sous la tutelle de la Chambre du théâtre du Reich, divisé en sept sections à partir de 1936 :
- Questions juridiques et d'actualité
- Organisation
- Opéra
- Conseil étudiant pour la scène
- Conseil étudiant pour le cirque, le théâtre de variété et l'événementiel
- Conseil étudiant pour la danse
- Conseil étudiant pour les forains

Les principales associations existantes de la vie théâtrale allemande sont intégrées à la Chambre : la Deutscher Bühnenverein, la Coopérative des comédiens allemands, l'Association des directeurs artistiques de théâtre, l'Association allemande des chanteurs de chœur et la Fédération des danseurs. La Gleichschaltung doit concerner toute la vie théâtrale allemande.
Seuls les membres de la Chambre du théâtre du Reich ont le droit de travailler dans le Reich allemand dans une profession de théâtre. La condition préalable à l'adhésion est le certificat d'aryanité, de sorte que les acteurs juifs dès le début ne peuvent pas être membres. Pour être admis dans une école d'art dramatique, un test d'aptitude doit être passé devant la Chambre. Les exclusions équivalent à une interdiction professionnelle.
Wolfgang Liebeneiner, Gustaf Gründgens, Lothar Müthel, Benno von Arent et Friedrich Bethge font notamment partie du conseil d'administration.
Le journal officiel de la Chambre du théâtre du Reich est Die Bühne – Zeitschrift für die Gestaltung des deutschen Theaters dirigé par Hans Knudsen et publié par Wilhelm Limpert Verlag.

## Direction

### Présidents
- 1er août 1933 - 5 septembre 1935 : le comédien Otto Laubinger.
- 6 septembre 1935 - 4 avril 1938 : le dramaturge Rainer Schlösser.
- 5 avril 1938 - 21 avril 1942 : le comédien et metteur en scène Ludwig Körner.
- 22 avril 1942 - 8 mai 1945 : le comédien Paul Hartmann.

### Vice-présidents
- 1er août 1933 - 5 septembre 1935 : le comédien Werner Krauss.
- 6 septembre 1935 - 8 mai 1945 : le comédien Eugen Klöpfer.

### Directeur général
- 1er août 1933 - 5 septembre 1935 : Gustav Assmann.
- 6 septembre 1935 - 8 mai 1945 : Alfred Frauenfeld.

### Directeurs locaux
Furent directeurs ou directeurs adjoints notamment Robert Valberg (Vienne), Ulrich Bettac (Wien, vice), Otto Krauss, Walter Oehmichen (Souabe) ou Rudolf Sellner.